# Temne jezici
Temne jezici,  skupina od (8) nigersko-kongoanskih jezika koja zajedno s jezikom gola, i skupinom bullom-kissi čini širu skupinu mel. Obuhvaća jezike na prostorima Gvineje i Sijera Leone. 
Predstavnici su, viz.: a. Baga (7) : baga binari, baga kaloum, baga koga, baga manduri, baga sitemu, baga sobané, landoma; b. temne-banta (1) Sijera Leone: themne

## Vanjske poveznice
- Ethnologue (14th)
- Ethnologue (15th)